# 北海道開発庁
北海道開発庁（ほっかいどうかいはつちょう）は、かつて北海道の総合開発事務を行っていた日本の中央省庁。総理府の外局として2001年1月6日まで存在した。長は北海道開発庁長官で、国務大臣をもって充てられた。

## 北海道開発の略歴
明治維新後、北海道に開拓使が設置され、国策としての北海道開発が始まる。その後、開拓使の廃止により函館県、札幌県、根室県、旧農商務省北海道事業管理局によって管理されることになる（いわゆる3県1局制）。
1886年（明治19年）に3県1局を廃止、北海道庁（国の機関）が設置され、一元的な開発行政を行うことになる。
戦後、北海道開発法（1950年公布）に基づいて創設された北海道開発庁が総理府の下に設置（1950年6月1日）され、北海道開発局が、当時の運輸省・農林省・建設省の直轄事業の現業機関として設置（1951年7月1日）された。
その後、中央省庁再編（2001年1月6日）に伴い、北海道開発庁は国土交通省北海道局に、北海道開発局は国土交通省の地方支分部局となった。

## 設置の経緯
北海道開発庁設置の直接の動機は、1946年、政府の閣議決定の趣旨により内務省に北海道開発局を設置して各省の縦割りを解消することが考えられたことに始まる。この案は各省の反対によって実現しなかったものの、その後、独立行政機関として発足させるため様々な案が出され閣議決定がなされた。しかし、連合国軍最高司令官総司令部（GHQ）との折衝に困難を極めたため、設置が内務省解体3年後にずれ込んだ。
当初は中央行政機関になる北海道開発庁を通常の官庁と同様の企画・立案・実施が行える機関として設置し、現業機関を北海道庁（1947年の地方自治法に基づき、都道府県の一つとして新発足した北海道の行政機関）とすることが決まっていたが、中央行政機関の実施の権限が削られ、さらに政府の直轄事業にあたる部分を執行するための地方支分部局を設置し、これに事業を移管することに変更したため、北海道庁から「中央行政機関の設置は望ましいが、地方支分部局を北海道に設置するのは二重行政になり、地方分権に逆行する」と強い抗議があったものの、地方支分部局の設置が決まり、北海道庁からインフラ部門のうち政府の直轄事業に相当する部分を分離して現在の北海道開発局が発足した。
設置の政治的背景として、以下が挙げられる。1947年4月に行われた北海道知事選挙で社会党の田中敏文が選ばれたことによる、政府の北海道への影響力低下を阻止しようという動きがあった。当時北海道内では地方自治の冒涜であるとして激しい反対運動が起きたが、吉田内閣の増田甲子七北海道開発庁長官は国会で「公選知事に開発行政をゆだねるというのは、元来検討が足りなかつた。八十年来の慣行はむしろ国の出先機関である長官がやっておった。」として強行した。
田中敏文は1951年の北海道知事選挙で対立候補である保守系黒澤酉蔵と戦うが、「旧来の植民地的政策に対する道民の根強い反感」によって田中が当選した。黒澤は落選後に「私が知事になっていたとすれば…現在の北海道開発局はあのとき、あのような形で作られなかっただろう」と述懐している。このころ、新聞紙上を踊った見出しに「蝦夷の仇を江戸で取る」というものがあり、国が北海道開発庁によって開発行政を北海道庁から分離したという受け止めがあった。
その後、北海道特別行政地区案などで北海道側の二重行政の解消、北海道開発庁の実施官庁化案など様々な案が出されたが実現しなかった。北海道開発庁が国土交通省北海道局に改編された後の課題としては、同局を北海道における国土計画・都市計画・道路・河川などのインフラ部門全般にわたっての実施官庁とするか、あるいは北海道側での現業機関に一元化するかという点が挙げられる。

## 組織
全庁で人員は7687人（1997年時点）いたが、大半は北海道開発局に配置された。本庁の定員は発足当初31人、中央省庁再編前の1997年時点でも88人であった。
本庁には官房や局はなく、以下のような組織であった。
- 長官（国務大臣）
- 政務次官（1957年に新設）
- 事務次官（発足当初は次長）
- 総務監理官、計画監理官（局長級、各１人）
  - 企画室（長は主幹）
  - 総務課（発足当初は庶務課）
  - 予算課
  - 地政課
  - 水政課
  - 農林水産課
  - 経済課
  - 港政課（1960年に新設）
  - アイヌ施策室（1998年に新設）[8]

このうち、総務監理官は庁務の総合調整に関する事務をつかさどり（北海道開発庁組織令第2条）、計画監理官は開発計画の調査・立案への参画、開発計画に基づく総合的な事業の実施に関する重要事項の調整・推進に関する事務をつかさどった（同第3条）。また企画室は、開発計画立案の総合調整等を担った。
北海道開発局の組織については、北海道開発局の項を参照。

## 歴代の北海道開発庁長官等
- ただし、辞令のある留任は個別の代として記載し、辞令のない留任は記載していない。事務取扱・事務代理は、長官空席の場合のみ記載している。

| 代                         | 氏名                       | 内閣                       | 在任期間                        | 兼務等                                                                     |
| 北海道開発庁長官（総理府） | 北海道開発庁長官（総理府） | 北海道開発庁長官（総理府） | 北海道開発庁長官（総理府）      | 北海道開発庁長官（総理府）                                                 |
| -------------------------- | -------------------------- | -------------------------- | ------------------------------- | -------------------------------------------------------------------------- |
| 1                          | 増田甲子七                 | 第3次吉田内閣              | 1950年6月1日 - 1951年6月7日     | 建設大臣 賠償庁長官（1950年6月28日以降）                                   |
| 2                          | 周東英雄                   | 第3次吉田内閣              | 1951年6月7日 - 1951年7月4日     | 建設大臣                                                                   |
| 3                          | 野田卯一                   | 第3次吉田内閣              | 1951年7月4日 - 1952年10月30日   | 建設大臣                                                                   |
| 4                          | 佐藤栄作                   | 第4次吉田内閣              | 1952年10月30日 - 1953年2月10日  | 建設大臣                                                                   |
| 5                          | 戸塚九一郎                 | 第4次吉田内閣              | 1953年2月10日 - 1953年5月21日   | 労働大臣・建設大臣                                                         |
| 6                          | 戸塚九一郎                 | 第5次吉田内閣              | 1953年5月21日 - 1954年1月14日   | 建設大臣                                                                   |
| 7                          | 大野伴睦                   | 第5次吉田内閣              | 1954年1月14日 - 1954年7月27日   |                                                                            |
| 8                          | 緒方竹虎                   | 第5次吉田内閣              | 1954年7月27日 - 1954年12月10日  | 副総理                                                                     |
| 9                          | 三好英之                   | 第1次鳩山内閣              | 1954年12月10日 - 1955年3月19日  |                                                                            |
| 10                         | 大久保留次郎               | 第2次鳩山内閣              | 1955年3月19日 - 1955年11月22日  |                                                                            |
| 11                         | 正力松太郎                 | 第3次鳩山内閣              | 1955年11月22日 - 1956年12月23日 | 原子力委員会委員長（1956年1月1日以降） 科学技術庁長官（1956年5月19日以降） |
| -                          | 石橋湛山                   | 石橋内閣                   | 1956年12月23日 - 1956年12月27日 | 内閣総理大臣による事務取扱                                                 |
| 12                         | 川村松助                   | 石橋内閣                   | 1956年12月27日 - 1957年2月25日  |                                                                            |
| 13                         | 川村松助                   | 第1次岸内閣                | 1957年2月25日 - 1957年4月30日   |                                                                            |
| 14                         | 鹿島守之助                 | 第1次岸内閣                | 1957年4月30日 - 1957年7月10日   |                                                                            |
| 15                         | 石井光次郎                 | 第1次岸内閣                | 1957年7月10日 - 1958年6月12日   | 副総理・行政管理庁長官                                                     |
| 16                         | 山口喜久一郎               | 第2次岸内閣                | 1958年6月12日 - 1959年6月18日   | 行政管理庁長官                                                             |
| 17                         | 村上勇                     | 第2次岸内閣                | 1959年6月18日 - 1960年7月19日   | 首都圏整備委員会委員長                                                     |
| 18                         | 西川甚五郎                 | 第1次池田内閣              | 1960年7月19日 - 1960年12月8日   |                                                                            |
| 19                         | 小沢佐重喜                 | 第2次池田内閣              | 1960年12月8日 - 1961年7月18日   | 行政管理庁長官                                                             |
| 20                         | 川島正次郎                 | 第2次池田内閣              | 1961年7月18日 - 1963年7月18日   | 行政管理庁長官                                                             |
| 21                         | 佐藤栄作                   | 第2次池田内閣              | 1963年7月18日 - 1963年12月9日   | 科学技術庁長官                                                             |
| 22                         | 佐藤栄作                   | 第3次池田内閣              | 1963年12月9日 - 1964年6月29日   | 科学技術庁長官                                                             |
| -                          | 池田勇人                   | 第3次池田内閣              | 1964年6月29日 - 1964年7月18日   | 内閣総理大臣による事務取扱                                                 |
| 23                         | 増原惠吉                   | 第3次池田内閣              | 1964年7月18日 - 1964年11月9日   | 行政管理庁長官                                                             |
| 24                         | 増原惠吉                   | 第1次佐藤内閣              | 1964年11月9日 - 1965年6月3日    | 行政管理庁長官                                                             |
| 25                         | 福田篤泰                   | 第1次佐藤内閣              | 1965年6月3日 - 1966年8月1日     | 行政管理庁長官                                                             |
| 26                         | 前尾繁三郎                 | 第1次佐藤内閣              | 1966年8月1日 - 1966年12月3日    |                                                                            |
| 27                         | 二階堂進                   | 第1次佐藤内閣              | 1966年12月3日 - 1967年2月17日   | 科学技術庁長官                                                             |
| 28                         | 二階堂進                   | 第2次佐藤内閣              | 1967年2月17日 - 1967年11月25日  | 科学技術庁長官                                                             |
| 29                         | 木村武雄                   | 第2次佐藤内閣              | 1967年11月25日 - 1968年11月30日 | 行政管理庁長官                                                             |
| 30                         | 野田武夫                   | 第2次佐藤内閣              | 1968年11月30日 - 1970年1月14日  | 自治大臣                                                                   |
| 31                         | 西田信一                   | 第3次佐藤内閣              | 1970年1月14日 - 1971年7月5日    | 科学技術庁長官                                                             |
| 32                         | 渡海元三郎                 | 第3次佐藤内閣              | 1971年7月5日 - 1972年7月7日     | 自治大臣                                                                   |
| 33                         | 福田一                     | 第1次田中角榮内閣          | 1972年7月7日 - 1972年12月22日   | 自治大臣                                                                   |
| 34                         | 江﨑真澄                   | 第2次田中角榮内閣          | 1972年12月22日 - 1973年11月25日 | 自治大臣・国家公安委員会委員長                                             |
| 35                         | 町村金五                   | 第2次田中角榮内閣          | 1973年11月25日 - 1974年11月11日 | 自治大臣・国家公安委員会委員長                                             |
| 36                         | 福田一                     | 第2次田中角榮内閣          | 1974年11月11日 - 1974年12月9日  | 自治大臣・国家公安委員会委員長                                             |
| 37                         | 福田一                     | 三木内閣                   | 1974年12月9日 - 1976年9月15日   | 自治大臣・国家公安委員会委員長                                             |
| 38                         | 天野公義                   | 三木内閣                   | 1976年9月15日 - 1976年12月24日  | 自治大臣・国家公安委員会委員長                                             |
| 39                         | 小川平二                   | 福田赳夫内閣               | 1976年12月24日 - 1977年11月28日 | 自治大臣・国家公安委員会委員長                                             |
| 40                         | 加藤武徳                   | 福田赳夫内閣               | 1977年11月28日 - 1978年12月7日  | 自治大臣・国家公安委員会委員長                                             |
| 41                         | 渋谷直蔵                   | 第1次大平内閣              | 1978年12月7日 - 1979年11月9日   | 自治大臣・国家公安委員会委員長                                             |
| 42                         | 後藤田正晴                 | 第2次大平内閣              | 1979年11月9日 - 1980年7月17日   | 自治大臣・国家公安委員会委員長                                             |
| 43                         | 原健三郎                   | 鈴木善幸内閣               | 1980年7月17日 - 1981年11月30日  | 国土庁長官                                                                 |
| 44                         | 松野幸泰                   | 鈴木善幸内閣               | 1981年11月30日 - 1982年11月27日 | 国土庁長官                                                                 |
| 45                         | 加藤六月                   | 第1次中曽根内閣            | 1982年11月27日 - 1983年12月27日 | 国土庁長官                                                                 |
| 46                         | 稲村佐近四郎               | 第2次中曽根内閣            | 1983年12月27日 - 1984年11月1日  | 国土庁長官                                                                 |
| 47                         | 河本嘉久蔵                 | 第2次中曽根内閣            | 1984年11月1日 - 1985年12月28日  | 国土庁長官                                                                 |
| 48                         | 古賀雷四郎                 | 第2次中曽根内閣            | 1985年12月28日 - 1986年7月22日  | 沖縄開発庁長官                                                             |
| 49                         | 綿貫民輔                   | 第3次中曽根内閣            | 1986年7月22日 - 1987年11月6日   | 沖縄開発庁長官・国土庁長官                                                 |
| 50                         | 粕谷茂                     | 竹下内閣                   | 1987年11月6日 - 1988年12月27日  | 沖縄開発庁長官                                                             |
| 51                         | 坂元親男                   | 竹下内閣                   | 1988年12月27日 - 1989年6月3日   | 沖縄開発庁長官                                                             |
| 52                         | 井上吉夫                   | 宇野内閣                   | 1989年6月3日 - 1989年8月10日    | 沖縄開発庁長官                                                             |
| 53                         | 阿部文男                   | 第1次海部内閣              | 1989年8月10日 - 1990年2月28日   | 沖縄開発庁長官                                                             |
| 54                         | 砂田重民                   | 第2次海部内閣              | 1990年2月28日 - 1990年9月13日   | 沖縄開発庁長官                                                             |
| 55                         | 木部佳昭                   | 第2次海部内閣              | 1990年9月13日 - 1990年12月29日  | 沖縄開発庁長官                                                             |
| 56                         | 谷洋一                     | 第2次海部内閣              | 1990年12月29日 - 1991年11月5日  | 沖縄開発庁長官                                                             |
| 57                         | 伊江朝雄                   | 宮澤内閣                   | 1991年11月5日 - 1992年12月12日  | 沖縄開発庁長官                                                             |
| 58                         | 北修二                     | 宮澤内閣                   | 1992年12月12日 - 1993年8月9日   | 沖縄開発庁長官                                                             |
| 59                         | 上原康助                   | 細川内閣                   | 1993年8月9日 - 1994年4月28日    | 沖縄開発庁長官・国土庁長官                                                 |
| -                          | 羽田孜                     | 羽田内閣                   | 1994年4月28日                   | 内閣総理大臣による事務取扱                                                 |
| 60                         | 佐藤守良                   | 羽田内閣                   | 1994年4月28日 - 1994年6月30日   | 沖縄開発庁長官                                                             |
| 61                         | 小里貞利                   | 村山内閣                   | 1994年6月30日 - 1995年1月20日   | 沖縄開発庁長官                                                             |
| 62                         | 小沢潔                     | 村山内閣                   | 1995年1月20日 - 1995年8月8日    | 沖縄開発庁長官・国土庁長官                                                 |
| 63                         | 高木正明                   | 村山内閣                   | 1995年8月8日 - 1996年1月11日    | 沖縄開発庁長官                                                             |
| 64                         | 岡部三郎                   | 第1次橋本内閣              | 1996年1月11日 - 1996年11月7日   | 沖縄開発庁長官                                                             |
| 65                         | 稲垣実男                   | 第2次橋本内閣              | 1996年11月7日 - 1997年9月11日   | 沖縄開発庁長官                                                             |
| 66                         | 鈴木宗男                   | 第2次橋本内閣              | 1997年9月11日 - 1998年7月30日   | 沖縄開発庁長官                                                             |
| 67                         | 井上吉夫                   | 小渕内閣                   | 1998年7月30日 - 1999年1月14日   | 沖縄開発庁長官 国土庁長官（1998年10月23日以降）                            |
| 68                         | 川崎二郎                   | 小渕内閣                   | 1999年1月14日 - 1999年10月5日   | 運輸大臣                                                                   |
| 69                         | 二階俊博                   | 小渕内閣                   | 1999年10月5日-2000年4月5日      | 運輸大臣                                                                   |
| 70                         | 二階俊博                   | 第1次森内閣                | 2000年4月5日 - 2000年7月4日     | 運輸大臣                                                                   |
| 71                         | 森田一                     | 第2次森内閣                | 2000年7月4日 - 2000年12月5日    | 運輸大臣                                                                   |
| 72                         | 扇千景（林寛子）           | 第2次森内閣                | 2000年12月5日 - 2001年1月6日    | 運輸大臣・建設大臣・国土庁長官                                             |

### 歴代の北海道開発事務次官
| 氏名               | 前職                             | 在任期間                                               | 退任後の役職                                                              |
| 北海道開発庁次長   | 北海道開発庁次長                 | 北海道開発庁次長                                       | 北海道開発庁次長                                                          |
| ------------------ | -------------------------------- | ------------------------------------------------------ | ------------------------------------------------------------------------- |
| 岡田包義           | 北海道庁長官                     | 1950年（昭和25年）6月1日 - 1953年（昭和28年）1月31日   | 北海道東北開発公庫副総裁                                                  |
| 谷口明三           |                                  | 1953年（昭和28年）2月1日 - 1955年（昭和30年）5月20日   | 日本住宅公団顧問                                                          |
| 田上辰雄           | 内閣総理大臣官房審議室統轄参事官 | 1955年（昭和30年）5月20日 - 1957年（昭和32年）5月28日  | 公営企業金融公庫監事                                                      |
| 池田一男           | 北海道開発局長                   | 1957年（昭和32年）5月28日 - 1957年（昭和32年）7月31日  |                                                                           |
| 北海道開発事務次官 |                                  |                                                        |                                                                           |
| 池田一男           | 北海道開発庁次長                 | 1957年（昭和32年）8月1日 - 1959年（昭和34年）8月15日   |                                                                           |
| 熊本政晴           |                                  | 1959年（昭和34年）8月15日 - 1963年（昭和38年）4月2日   | 北海道東北開発公庫総裁                                                    |
| 猪瀬寧雄           | 北海道開発局長                   | 1963年（昭和38年）4月2日 - 1964年（昭和39年）7月6日    |                                                                           |
| 谷藤正三           | 首都圏整備委員会事務局長         | 1964年（昭和39年）7月6日 - 1965年（昭和40年）7月16日   | 日本大学教授、 セントラルコンサルタント社長                               |
| 堂垣内尚弘         | 北海道開発局長                   | 1965年（昭和40年）7月16日 - 1967年（昭和42年）11月22日 | 北海道知事                                                                |
| 小熊清             | 北海道開発庁総務監理官           | 1967年（昭和42年）11月22日 - 1969年（昭和44年）6月11日 | 日本専売公社監事                                                          |
| 遊佐志治磨         | 北海道開発局長                   | 1969年（昭和44年）6月11日 - 1969年（昭和44年）8月1日   |                                                                           |
| 小林元橡           | 関東地方建設局長                 | 1969年（昭和44年）8月15日 - 1971年（昭和46年）5月1日   |                                                                           |
| 新保實生           | 北海道開発庁総務監理官           | 1971年（昭和46年）5月1日 - 1973年（昭和48年）6月1日    | 北海道東北開発公庫総裁                                                    |
| 鷹田吉憲           | 北海道開発局長                   | 1973年（昭和48年）6月1日 - 1975年（昭和50年）7月1日    | 苫小牧東部開発社長                                                        |
| 秋吉良雄           | 北海道開発庁総務監理官           | 1975年（昭和50年）7月1日 - 1977年（昭和52年）6月21日   |                                                                           |
| 黒田晃             | 北海道開発庁総務監理官           | 1977年（昭和52年）6月21日 - 1979年（昭和54年）10月11日 |                                                                           |
| 吉岡孝行           | 北海道開発庁総務監理官           | 1979年（昭和54年）10月11日 - 1981年（昭和56年）10月1日 | 北海道東北開発公庫総裁、 苫小牧東部開発社長                               |
| 大西昭一           | 北海道開発庁総務監理官           | 1981年（昭和56年）10月1日 - 1983年（昭和58年）1月22日  |                                                                           |
| 富士野昭典         | 北海道開発庁計画監理官           | 1983年（昭和58年）1月22日 - 1985年（昭和60年）1月18日  |                                                                           |
| 楢崎泰昌           | 北海道開発庁総務監理官           | 1985年（昭和60年）1月18日 - 1987年（昭和62年）1月20日  | 参議院議員                                                                |
| 西原巧             | 北海道開発庁総務監理官           | 1987年（昭和62年）1月20日 - 1988年（昭和63年）6月17日  | （財）河川情報センター理事長、 日本工営会長                               |
| 土佐林宏           | 北海道開発局長                   | 1988年（昭和63年）6月17日 - 1989年（平成元年）4月17日  | 苫小牧港開発社長                                                          |
| 中田一男           | 北海道開発庁総務監理官           | 1989年（平成元年）4月17日 - 1991年（平成3年）6月11日   | 苫小牧東部開発社長                                                        |
| 松野一博           | 北海道開発庁総務監理官           | 1991年（平成3年）6月11日 - 1992年（平成4年）12月10日   | 阪神高速道路公団副理事長                                                  |
| 戸部智弘           | 北海道開発局長                   | 1992年（平成4年）12月10日 - 1993年（平成5年）10月12日  | 北海道建設業信用保証社長                                                  |
| 竹内透             | 北海道開発庁総務監理官           | 1993年（平成5年）10月12日 - 1995年（平成7年）6月21日   | 北海道東北開発公庫副総裁、 だいこう証券ビジネス社長・会長                 |
| 加藤昭             | 北海道開発庁総務監理官           | 1995年（平成7年）6月21日 - 1997年（平成9年）7月8日     |                                                                           |
| 松川隆志           | 北海道開発庁総務監理官           | 1997年（平成9年）7月8日 - 1998年（平成10年）6月30日    | 自動車保険料率算定会副理事長、 日本政策投資銀行副総裁、 日本酒類販売社長  |
| 新山惇             | 北海道開発局長                   | 1998年（平成10年）6月30日 - 1999年（平成11年）7月13日  | （社）北海道地域開発計画センター理事長、 北海道建設業信用保証社長         |
| 小野薫             | 北海道開発局長                   | 1999年（平成11年）7月13日 - 2000年（平成12年）6月30日  | （財）日本道路交通情報センター副理事長、 日本工営副社長、経済調査会理事長 |
| 斎藤徹郎           | 北海道開発庁総務監理官           | 2000年（平成12年）6月30日 - 2001年（平成13年）1月5日   |                                                                           |